# Rendements d'échelle

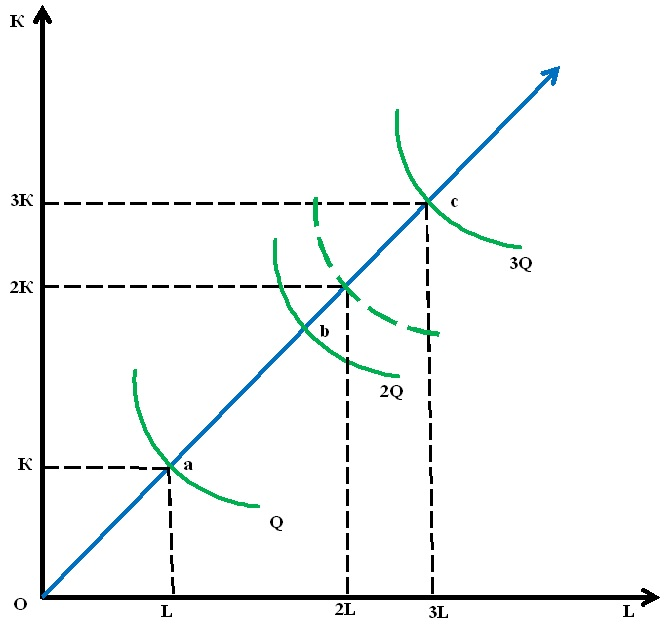
Des rendements d'échelle croissants

Les rendements d'échelle sont l'accroissement de l'efficience (produire autant avec moins de moyens) résultant de l'augmentation des facteurs de production. Les économies d'échelle traduisent la baisse du coût moyen de production consécutive à une hausse de la production.
Les indicateurs des rendements d'échelle analysent la variation de l'activité d'une entreprise par rapport à la variation de ses facteurs de production. Les indicateurs des économies d'échelle sont les mêmes indicateurs, mais évalués en unité monétaire (au prix de la production et des facteurs de production) et non unités physiques (kg de métal, m² de tissu, nombre de pièces, etc.). Le changement d'unité est sans incidence sur l'analyse, et les deux expressions sont fréquemment utilisées l'une pour l'autre.

## Types de rendements
L'analyse économique s'intéresse au rendement, parce qu'il détermine la quantité optimum traitée par une industrie, et donc la taille des firmes sur un marché. Les conditions techniques sont bien sûr le déterminant principal des rendements, et le progrès technique fait bouger les choses.
- Les rendements d'échelle sont croissants (loi des rendements croissants) lorsque la production varie de façon plus importante que la variation des facteurs de production utilisés. La production d'une unité supplémentaire s'accompagne alors d'une baisse du coût unitaire, et la même quantité de facteurs permet de produire plus. On parle dans ce cas là d’économie d’échelle. Pour que la loi des rendements croissants produise des résultats positifs au niveau national, les gouvernements (dans le cadre des politiques structurelles de long terme) peuvent adopter trois stratégies de développement[1]. Tout d'abord, la spécialisation de la main-d'oeuvre (qu'Adam Smith appelle la « division du travail » dans la Richesse des nations en 1776) doit être la règle. Ensuite, d'après Friedrich List (1841), les industries nationales doivent être temporairement protégées de la concurrence internationale (à l'aide notamment de barrières commerciales) afin que leurs rendements d'échelle portent leurs fruits et que ces industries puissent se développer en faisant baisser leur coût moyen[2][réf. incomplète]. Enfin, dans le même but et encore d'après Adam Smith (1776), les biens collectifs (comme les routes, les autoroutes, les ports, les écoles où les centres de ) doivent être financés par l'État (et ne peuvent l'être, théoriquement, que par ce dernier car ils sont non exclusifs [ces services peuvent être utilisés simultanément par plusieurs personnes] et non rivaux [la consommation par une personne ne réduit aucunement celle d'une autre], ce qui implique qu'aucun consommateur n'a intérêt à payer le bien collectif)[1].
- Les rendements d'échelle sont constants lorsque la production varie dans la même proportion que celle des facteurs de production utilisés. Le coût reste lui aussi constant.
- Les rendements d'échelle sont décroissants lorsque la production varie de façon moins importante que la variation des facteurs de production utilisés. Ceci signifie que le coût marginal va en s'accroissant (plus on produit et plus il est coûteux de produire une unité supplémentaire) ou qu'il faut plus de facteurs pour produire une unité. On parle dans ce cas de déséconomie d'échelle. Lorsque les rendements deviennent négatifs, on parle alors de gaspillage d’échelle.

## Définition formelle
Définition — Une fonction de production {\displaystyle F(K,L)\,} possède des rendements d'échelle :
- constants si {\displaystyle F(aK,aL)=aF(K,L)\,} (homogène de degré 1) ;
- croissants si {\displaystyle F(aK,aL)>aF(K,L)\,} (homogène de degré >1) ;
- décroissants si {\displaystyle F(aK,aL)<aF(K,L)\,} (homogène de degré <1).

{\displaystyle K} et {\displaystyle L} représentent des facteurs de production (typiquement capital et travail), et {\displaystyle a>1\,} correspond au facteur d'échelle.
Par exemple, une fonction de production de type Cobb-Douglas de la forme {\displaystyle F(K,L)=AK^{\alpha }L^{\beta }\,}, où {\displaystyle A>0} et {\displaystyle 0<\alpha <1}, possède des rendements :
- constants : si {\displaystyle \alpha +\beta =1{\text{ (donc }}\beta =1-\alpha )}. Par conséquent, {\displaystyle F(aK,aL)=A(aK)^{\alpha }(aL)^{1-\alpha }=Aa^{\alpha }a^{1-\alpha }K^{\alpha }L^{1-\alpha }=aAK^{\alpha }L^{1-\alpha }=aF(K,L)\,}.
- croissants : si {\displaystyle \alpha +\beta >1}
- décroissants : si {\displaystyle \alpha +\beta <1}

## Volumes et rendements
En pratique, les rendements sont généralement croissants pour de petites quantités, pour devenir constants, puis décroissants pour de très grandes quantités. Il existe ainsi un volume optimal qui permet à l'entreprise de maximiser ses rendements.
Quasiment toutes les activités nécessitent des investissements initiaux (recherche, apprentissage, outillage, capacité de stockage, notoriété, etc.), qu'il faut faire indépendamment de la quantité produite. Ces investissements sont amortis par les quantités produites et, tant qu'ils restent adaptés, une unité supplémentaire est moins coûteuse que les précédentes : c'est pour cette raison que les rendements sont d'abord croissants.
Lorsqu'on approche de la saturation des capacités de production, les choses deviennent progressivement plus compliquées. De nouveaux problèmes se posent : cadencement qui devient ingérable, pertes de temps inacceptables, déchets encombrants qu'il faut maintenant extraire et traiter, stockage intermédiaire qui devient nécessaire alors qu'il ne l'était pas au début, facteurs de production moins disponibles et qu'il faut remplacer par d'autres (plus coûteux ou moins productif, puisqu'on utilise prioritairement les facteurs les meilleurs), problème de circulation interne, de transports, etc.
L'augmentation des volumes accroît la quantité (et la qualité) des facteurs de production, mais érode peu à peu la croissance des rendements. À partir d'un certain seuil et sans prendre d'autres mesures (investissements, technique de production), les rendements se mettent à décroître.
Des différences significatives de prix existent entre les petites séries (moteur de fusée, prototype) et les grandes séries (biens de consommation courante).
- Même si le coût des matériaux restait sensiblement égal, celui de la main-d'œuvre tient une place prépondérante dans les productions de faible série.
- La production en grande série permet d'introduire une automatisation des processus de fabrication et un contrôle statistique de la qualité. En contrepartie, s'il est possible de fabriquer sans interruption une voiture toutes les 8 secondes, il va falloir les vendre au même rythme, ce qui pose d'autres difficultés : insuffisance de la demande et saturation des marchés.